# Teri Garr
Terry Ann "Teri" Garr (født 11. december 1944, død 29. oktober 2024) var en amerikansk skuespiller og komiker. 
Hun blev født i Lakewood, Cuyahoga County i Ohio. Hendes far var vaudeville-udøveren og skuespilleren Eddie Garr, og danseren og modellen Phyllis Lind. Terri Garr tog eksamen ved den katolske pigeskole Magnificat High School i Rocky River i Ohio. 
Tidlig i karrieren blev hun af og til kaldt Terri Garr, Terry Garr, Teri Hope, eller Terry Carr. Hendes filmdebut var som statist i filmen A Swingin' Affair i 1963. Hun dukkede op i flere film med Elvis Presley, som regel i ukrediterede roller som danser. I filmen Head gæsteoptrådte hun som jomfru i nød. 
Senere havde Terri Garr vigtige roller i film som Young Frankenstein, Oh, God!, Close Encounters of the Third Kind, The Black Stallion og Mr. Mom. Hun blev desuden nomineret til en Academy Award for sin rolle i filmen Tootsie. 
Hun dukkede også ofte op i tv-serier, blandt andet i rollen som moder til karakteren Phoebe Buffay, spillet af Lisa Kudrow i tv-serien Friends.